# True-Life Adventures
 Pour plus de détails, voir Fiche technique et Distribution
True-Life Adventures – diffusé en France sous les titres C'est la vie (au cinéma) et Les Merveilles de la Nature (à la télévision) – est une série de courts et longs métrages documentaires sur la nature, produite par les studios Disney entre 1948 et 1960. Elle a obtenu plusieurs Oscars, dont cinq dans la catégorie meilleur court métrage d'action sur deux bobines et trois dans la catégorie meilleur film documentaire.
En France, les courts métrages (projetés en première partie de films d'animation) et les longs métrages ont été distribués au cinéma dans les années 1950 par RKO et Cinédis, sous le titre générique C'est la vie.
Une compilation d'extraits de treize longs métrages dirigée par James Algar sort en 1975 sous le titre Merveilles de la nature (The Best of Walt Disney's True-Life Adventures), rééditée en VHS en 1985.
La série documentaire a été diffusée sous le titre Les Merveilles de la Nature dans Les Après-midi du Disney Channel à partir de septembre 1986 sur FR3.

## Historique
Lors d'un voyage en août 1948 en Alaska, Walt rencontre Alfred Milotte, propriétaire d'un magasin d'appareils photos et sa femme institutrice Elma,. Ils engagent une discussion sur les documentaires consacrés à l'Alaska dont le résultat sera le poste de photographe sur la série de documentaires animaliers True Life Adventures. Milotte souhaitait depuis longtemps filmer la migration des phoques sur les îles Pribilof dans le détroit de Béring et il demande à Disney si le sujet l'intéresse. Walt Disney confirme son intérêt et demande à Milotte de lui envoyer les pellicules.
Le premier épisode est L'Île aux phoques (On Seal Island) sorti en décembre 1948. Plusieurs courts métrages sont réalisés dans cette série grâce à des séquences tournées par des naturalistes photographes. En l'absence de distributeur soutenant le format des longs métrages documentaires, la série dont la production se poursuit n'est pas distribuée. En 1953 pour résoudre ce problème, Disney fonde sa propre société de distribution, la filiale Buena Vista Distribution, et ainsi assurer la distribution de ces films assez éloignés des productions d'animation. Parmi les naturalistes qui soumettent des bobines de films au studio Disney, Paul Kenworthy se fait remarquer par son film de doctorant à l'UCLA consacré aux insectes vivants dans le désert américain qui met en scène une guêpe aux prises avec une mygale. Walt Disney rencontre Kenworthy et lui propose de repartir dans le désert pour ajouter de nouvelles scènes aussi spectaculaires. Les séquences sont regroupées dans un film, le premier film à être distribué par Buena Vista Distribution, et nommé Le Désert vivant. Kenworthy est convaincu que le succès des courts métrages peut être reproduit avec ce long métrage mais en adoptant un style [de narration] divertissante. Le format du Désert vivant devient par la suite le standard de la série True Life Adventures.
Une douzaine de films sont réalisés entre 1950 et 1960, tous basés sur la même formule. Un sujet et choisi et des équipes se répartissent le tournage dans plusieurs lieux puis les bobines sont envoyés à Hollywood pour un important travail de montage mené par James Algar, Winston Hubler et Ben Sharpsteen. L'équipe cherche à orienter l'histoire créée en fonction de la tendance humaine à s'identifier aux animaux au niveau émotionnel. Chaque moyen métrage de la série d'une durée d'environ 30 minutes chacun est diffusé au cinéma conjointement à un long métrage du studio. Le succès des courts et moyens métrages diffusés entre 1950 et 1953 pousse le studio à produire des longs métrages. Plusieurs documentaires de la série ont été diffusés dans l'émission Disneyland durant sa première année aux côtés de compilation de courts métrages d'animation de Mickey Mouse, Donald Duck, Dingo ou Pluto. Le 14 mars 1955, un comic strip est lancé au travers de King Features Syndicate avec des textes de Dick Huemer et des dessins de George Wheeler.
En 1957, Disney tente de créer une autre série similaire, nommée True-Life Fantasy, sur le principe des docufictions, avec Les Aventures de Perri basé sur une histoire de Felix Salten, auteur de Bambi. En 1959, Le Jaguar, seigneur de l'Amazone est le dernier long métrage True-Life Adventures car Walt Disney décide de changer de format, préférant des productions hybrides mélanger des images factuelles et des situations fictives, ce que l'on nomme docufiction. Cette décision sera comme de nombreuses décisions prises par Walt, juste et à temps, répondant aux attentes du public. Plusieurs films seront ainsi produits dès le début des années 1960 dont Nomades du Nord (1961) et La Légende de Lobo (1962).
Cette série est aussi en partie à l'origine des attractions Jungle Cruise et de Nature's Wonderland, cette dernière ayant disparu. L'émission Disneyland présentait la zone d'Adventureland comme issue de la série de documentaires animaliers True Life Adventures et était nommée dans les versions de travail True-Life Adventureland. Nature's Wonderland était une attraction inaugurée en 1960 qui faisait le pendant  de Jungle Cruise et représenté l'Ouest américain. Elle a fermé en 1973 pour être remplacé par Big Thunder Mountain.
La série a été critiquée car elle se présentait comme un documentaire scientifique mais était conçue comme un divertissement. La série a donné lieu à une déclinaison un peu plus touristique nommée People and Places entamée en 1953 et achevée elle aussi en 1960.
On peut noter que cette série est la première expérience de réalisation pour Roy Edward Disney dès 1954, plus tard directeur de Walt Disney Pictures.
Le 14 avril 1973, le comic strip True-Life Adventures s'arrête. En 1975, Walt Disney Productions produit Merveilles de la nature, une compilation d'extraits des 13 longs et courts métrages documentaires sur la nature primés d'un Oscar, produits entre 1948 et 1960.  Pour David Koenig, l'histoire de Daniel Mannix adaptée sous le titre Rox et Rouky (1981) aurait été plus à sa place comme un documentaire de la série True-Life Adventures voir sa déclinaison docu-fiction True-Life Fantasy.
En 2000, le studio produit quatre documentaires intitulés New True Life Adventures disponibles sur support vidéo au travers de sa filiale Walt Disney Educational Productions dont deux ont été diffusés à la télévision :
- Sea of Sharks[28],[29]
- Elephant Journey[28]
- Everglades: Home of the Living Dinosaurs[30] (diffusé en novembre 2000)
- Alaska: Dances of the Caribou[31] (diffusé en septembre 2000)

En 2008, le studio Disney lance un nouveau label de production nommé Disneynature, qui reprend le principe des True-Life Adventures.

## Filmographie

### Courts et moyens métrages
- 1948 : L'Île aux phoques (Seal Island) - Oscar du meilleur court métrage en prises de vues réelles
- 1950 : La Vallée des castors (Beaver Valley) - Oscar du meilleur court métrage en prises de vues réelles
- 1951 : La Terre, cette inconnue (Nature's Half Acre) - Oscar du meilleur court métrage en prises de vues réelles
- 1952 : Les Oiseaux aquatiques (Water Birds) - Oscar du meilleur court métrage en prises de vues réelles
- 1952 : Le Seigneur de la forêt (Olympic Elk)
- 1953 : Au pays des ours (Bear Country) - Oscar du meilleur court métrage en prises de vues réelles
- 1953 : Everglades, monde mystérieux (Prowlers of the Everglades)
- 1955 : Lions d'Afrique (The African Lion)
- 1958 : Grand Canyon
- 1959 : Mystères des profondeurs (Mysteries of the Deep)
- 1959 : Nature's Strangest Creatures
- 1960 : Islands of the Sea

### Longs métrages
- 1953 : Le Désert vivant (The Living Desert) - Oscar du meilleur film documentaire
- 1954 : La Grande Prairie (The Vanishing Prairie)  - Oscar du meilleur film documentaire
- 1956 : Les Secrets de la vie[2] (Nature's Secrets of Life)
- 1957 : Les Aventures de Perri (The Story of Perri) - Premier et unique docufiction animalier de la série True-Life Fantasy, inspiré d'une histoire de Felix Salten, l'auteur de Bambi.
- 1958 : Le Désert de l'Arctique ou Le Grand Désert blanc (White Wilderness)  - Oscar du meilleur film documentaire[33]
- 1959 : Le Jaguar, seigneur de l'Amazone (Jungle Cat)
- 1975 : Merveilles de la nature[34] (The Best of Walt Disney's True-Life Adventures) - documentaire constitué d'extraits des films de la série.

## Sorties DVD
En décembre 2006, la série a été éditée sous la forme de 4 doubles DVD, dans la collection Walt Disney's Legacy Collection: True-Life Adventures : 
1. Wonders of the World
2. Lands of Exploration
3. Creatures of the Wild
4. Nature's Mysteries

## Analyse
Steven Watts écrit que la série dispense souvent des réprimandes fortes au sujet de l'impact de l'homme sur la nature avant de conclure sur un ton optimiste. Dans La Grande Prairie la conclusion est que la nature arrive toujours à s'adapter face aux nouvelles contraintes et que l'homme prendre de plus en plus conscience de ce qu'il provoque. Dans Lions d'Afrique, Al Milotte décrit une scène où la caméra montre un animal victime des fauves ainsi: « Les autres animaux restent là autour à regarder leur ami se faire manger. Vous pouvez même les entendre dire - Ils ont eu le pauvre Pierre. Heureusement que ce n'est pas moi. » Pour Watts, certains critiques se sont focalisés sur les aspects rudes de la sélection naturelle  et concluent que le studio Disney ne fait que présenter le cycle de la nature. Les meurtriers poussent les autres animaux à survivre au jour le jour, ce que Watts contextualise en rappelant que les films ont été diffusés durant la Guerre froide. La lutte pour la survie des animaux sauvages est mise en parallèle avec la compétition, l'adaptation, l'initiative individuelle et le labeur que doivent développer les américains. Dans La Vallée des castors, le film est une chronique de la vie besogneuse d'un castor avec la construction du barrage pour créer un étang source de nourriture, entourant la maison du castor et protection contre les dangers. La série semble affirmer que la compétition sociale est un processus naturel qui permet au meilleur de s'en sortir, une négation tacite du spectre stagnant du Communisme avec sa voie artificiellement choisie par le gouvernement et son organisation centralisée.

## Autour de la série

### Albums
Existence d'albums (français) illustrés avec les photos et commentaires[précision nécessaire]. Notamment un pack cartonné de trois livres pour la jeunesse dont un sur les ours et un sur les déserts.

### Bandes dessinées
De 1955 à 1973, une bande quotidienne True Life Adventures apparaît dans les journaux américains. Les publications sont datées du 14 mars 1955 au 14 avril 1973,. Parmi les auteurs de la série on trouve Dick Huemer et George Wheeler. Certaines de ses bandes sont publiées dans l'almanach du Journal de Mickey ou Mickey Poche, respectivement sous les noms C'est la vie et Zoo Flash.

### Parcs d'attractions
L'émission Disneyland présentait la zone Adventureland du parc Disneyland comme issue de cette série de documentaires animaliers, la zone étant nommée dans les versions de travail True-Life Adventureland. Adventureland est consacrée aux zones géographiques exotiques du point de vue nord américain (tropiques, jungles, ...)
Une autre section du parc Disneyland, l'attraction Nature's Wonderland (1955-1977) dans Frontierland, était consacrée aux zones de l'ouest américain.

## Sources
- True-Life Adventures sur l'Internet Movie Database